# بوهدان استرانستسکی
بوهدان استرانستسکی (اوکراینی: Богдан Едуардович Стронціцький؛ زادهٔ ۱۳ ژانویهٔ ۱۹۶۸) بازیکن فوتبال اهل اتحاد جماهیر شوروی سوسیالیستی است.
از باشگاه‌هایی که در آن بازی کرده‌است می‌توان به باشگاه فوتبال اسپارتاک ایوانو-فرانکیفسک و باشگاه فوتبال کارپاتی لویو اشاره کرد.